# ラーガルフリョゥト
ラーガルフリョゥト（氷語: Lagarfljót、「海のような大川」の意）は、アイスランド島の東部の湖、または同名の河川である。

## 概要

### 湖
ラーガルフリョゥト（湖）は、エイイルススタジルの近くにある。ログリン (Lögurinn)湖とも呼ばれる。長さは 25 km の細長い形をしており、面積は 53 km²、幅は最大で 2.5 km である。水深はもっとも深いところで 112 m である。同名の川が、この湖に流れ込み、また流れ出ている。

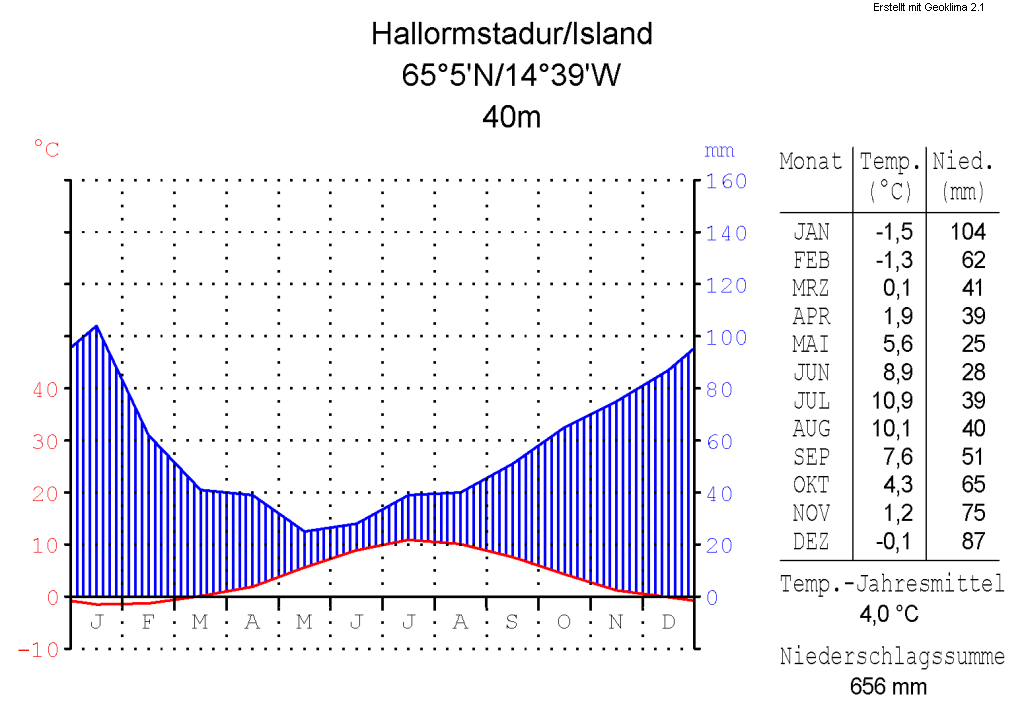
Klimadiagramm von ハトルオルムススターズル (Hallormstaðdur) の年間の気温と降水量の変化

湖のすぐ近くにはアイスランド最大の森林地帯であるハトルオルムススターザルスコゥグル (Hallormsstaðarskógur)、および風光明媚な滝ヘインギフォス (Hengifoss)がある。ヘインギフォスの高さは 118 m で、アイスランドでも最高の部類である。その下流にはリトラネースフォス (Litlanesfoss)という別の滝もある。
スコットランドのネス湖にネッシーがいると言われるのと同様に、ラーガルフリョゥトにも、その深部には竜のようなモンスター (worm monster)ラーガルフリョゥトルムリンがいると、地元では伝えられている。

### 川
ラーガルフリョゥト（河川）は、長さ 140 km、河口での流量は毎秒 130 立方メートルである、アイスランド東部を流れる。源流はヴァトナヨークトルにあり、その氷河近くの上流部はヨークルスアゥ・イ・フリョゥスダール (Jökulsá í Fljótsdal)と呼ばれる。川はラーガルフリョゥト（湖）に流れ込み、ラーガルフリョゥト川として流れ出る。そして海の手前で、ヒェラズスフロゥイ (Héraðsflói)湾に流れ込む川ヨークルアゥ・アゥ・ブルー (Jökulsá á Brú)に合流する。
カゥラーニューカル水力発電所 (Kárahnjúkar Hydropower Plant)の建設により、ヨークルアゥ・アゥ・ブルーから、より上流であるラーガルフリョゥトに水が流れるようになった。

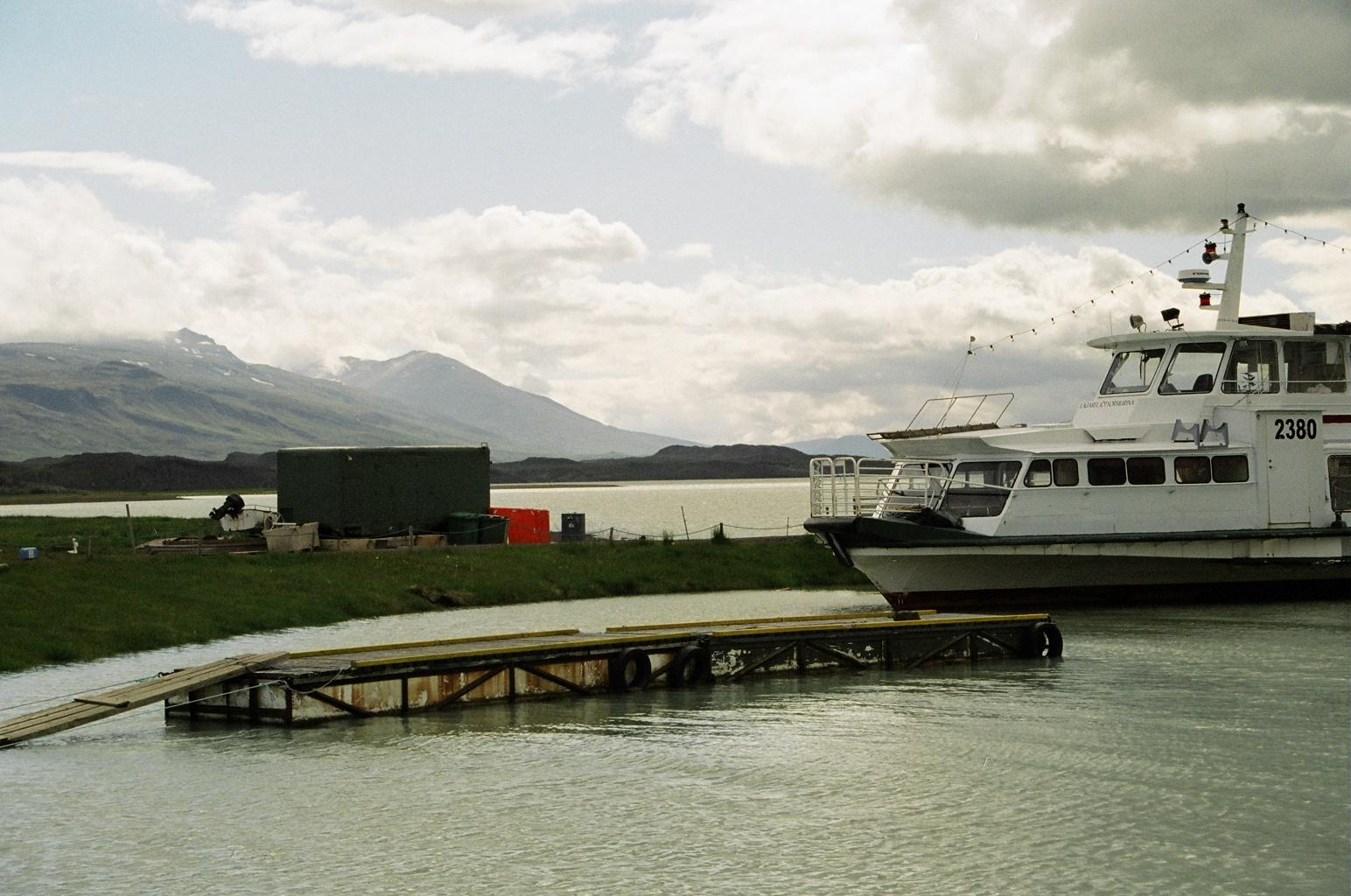
観光船の船着き場（2005年）
ラーガルフリョゥト近景（1975年）
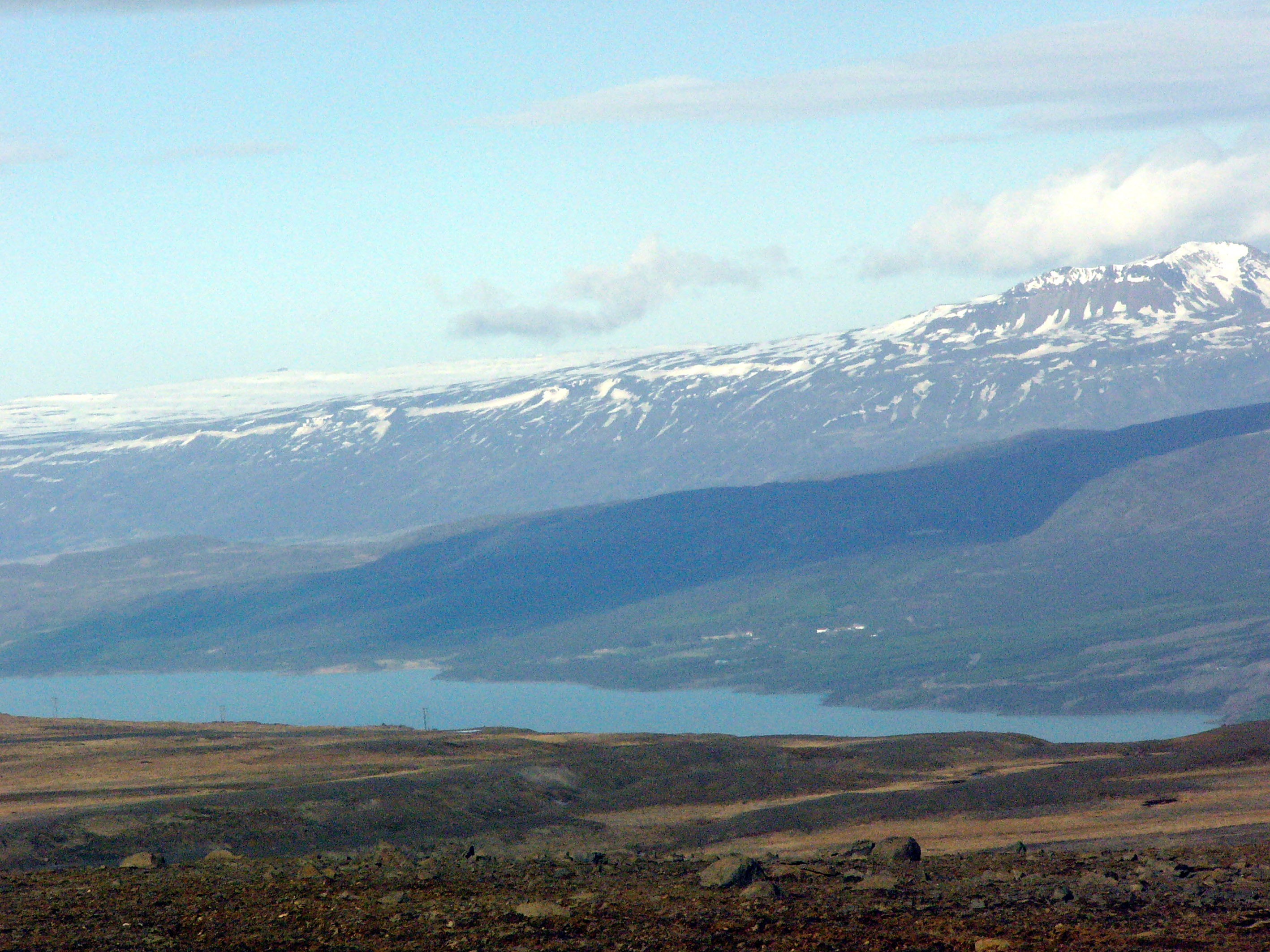
ラーガルフリョゥト近景（2005年）
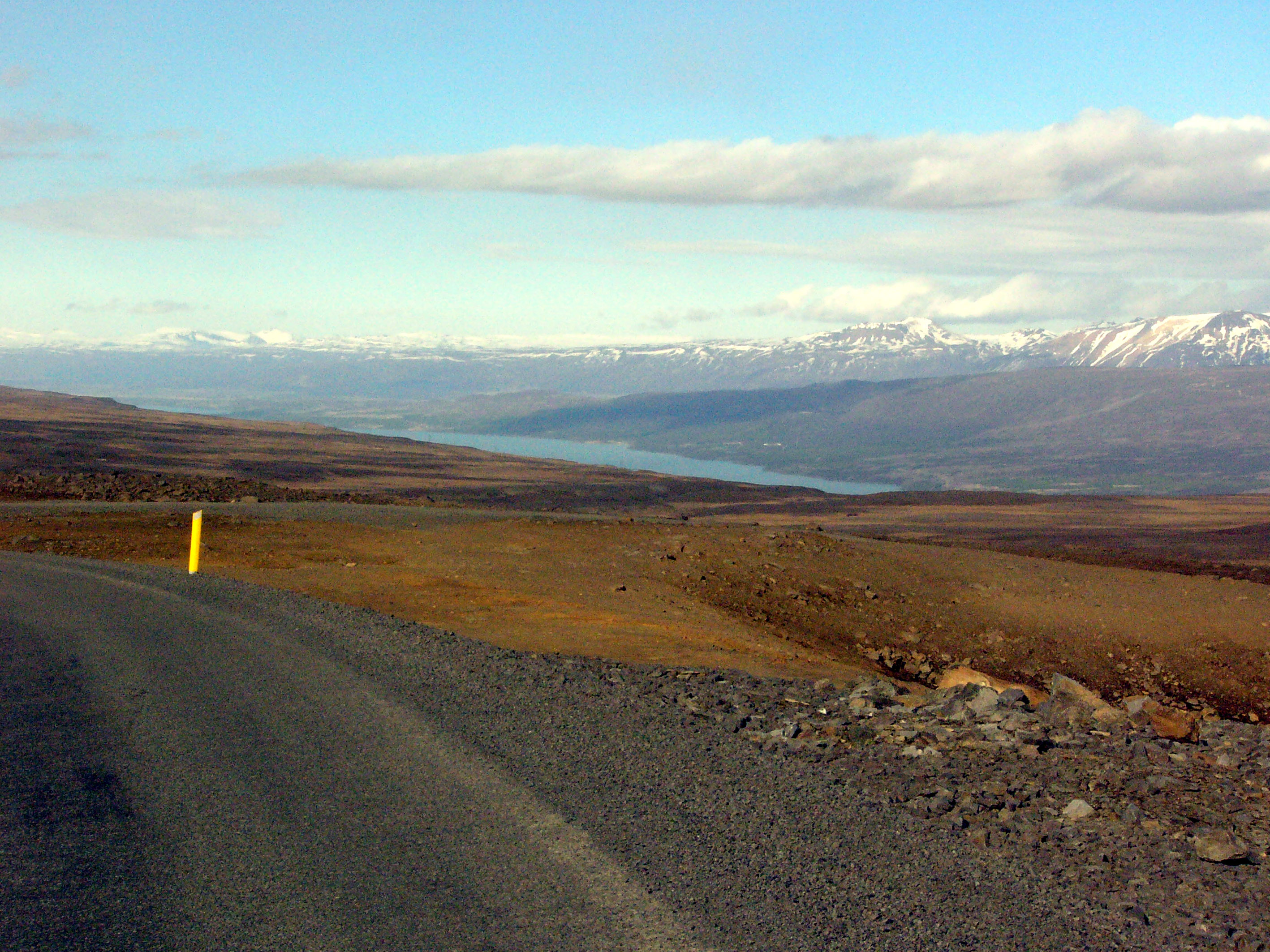
ラーガルフリョゥト遠景（2005年）